# الصحة العقلية لدى مرتكبي الجرائم من الإناث في الولايات المتحدة
النساء في السجون الأمريكية يواجهن العديد من الصعوبات التي غالبًا ما تتعلق بمشاكل الصحة النفسية، وتعاطي المخدرات والكحول، والصدمات النفسية. هذه التحديات لا تجعل التنقل في نظام العدالة الجنائية أكثر صعوبة للنساء فحسب، بل تُبرز أيضًا قضايا مجتمعية أوسع مثل العنف القائم على النوع الاجتماعي، وعدم المساواة الاقتصادية، وغياب الدعم في مجال الصحة النفسية.
الأشخاص في السجون أكثر احتمالًا من عموم سكان الولايات المتحدة في تلقي تشخيص باضطراب نفسي، وتواجه النساء في السجون معدلات أعلى من المرض النفسي والحصول على علاج نفسي مقارنة بالرجال في السجون. علاوة على ذلك، فإن النساء في السجون أكثر بثلاث مرات من عامة السكان في الإبلاغ عن سوء حالتهن الجسدية والنفسية.
النساء هن الفئة الأسرع نموًا ضمن سكان السجون في الولايات المتحدة. واعتبارًا من عام 2019، هناك حوالي 222,500 امرأة مسجونة في السجون الفيدرالية وسجون الولايات في الولايات المتحدة. وتشكل النساء ما يقارب 8٪ من إجمالي السجناء في البلاد.
يُعزى هذا الارتفاع في الغالب إلى الاستخدام المتزايد لعقوبة السجن في الجرائم المتعلقة بالمخدرات بدلاً من الجرائم العنيفة. وتُظهر البيانات أن نسبة كبيرة من النساء المسجونات تقضي عقوبتها بسبب جرائم تتعلق بالمخدرات، وقد ازدادت هذه النسبة بشكل ملحوظ بين عامي 1986 و1991. حتى بين أولئك في منشآت الأمن القصوى، فإن الغالبية لم تُسجن بسبب جنايات عنيفة. وتُظهر البيانات أيضًا أن في ولايات مثل نيويورك، فإن نسبة كبيرة من النساء المسجونات تقضي عقوبتها بسبب جرائم متعلقة بالمخدرات، مع نسبة أصغر بسبب جرائم عنيفة أو جرائم متعلقة بالممتلكات.
في عام 2011، كان 11٪ من السجناء الذكور قد أمضوا ليلة في المستشفى بسبب مشاكل نفسية، في حين أن نسبة النساء اللواتي خضعن لذلك كانت تقارب ضعف نسبة الرجال. وفي عام 2010، أبلغ 73٪ من النساء المسجونات و55٪ من الرجال المسجونين عن وجود مشاكل نفسية.
تشمل هذه الإحصائية الإبلاغ عن أحد معيارين على الأقل، إما وجود مشكلة نفسية أو عاطفية تم الإبلاغ عنها ذاتيًا، أو قضاء ليلة في المستشفى. وغالبًا ما تكون للنساء المسجونات خلفيات وتجارب مختلفة مقارنة بالرجال. ولسوء الحظ، فإن العديد من النساء يتعرضن لعنف إضافي أثناء وجودهن في السجن، وهو أمر مقلق بالنسبة لسلامتهن النفسية والجسدية. ووفقًا للقانون الدولي لحقوق الإنسان، تتحمل الدولة مسؤولية منع ومعالجة العنف ضد النساء في جميع السياقات، بما في ذلك السجون.
أكثر مشاكل الصحة النفسية شيوعًا بين النساء المسجونات هي تعاطي/إدمان المواد، واضطراب ما بعد الصدمة، والاكتئاب. وتشمل الاضطرابات الأخرى الشائعة الفصام، واضطراب ثنائي القطب، واضطراب عسر المزاج.

## ما قبل الجريمة

### تجارب مبكرة من التعرض للإيذاء
ترتبط الجريمة لدى الإناث ارتباطًا وثيقًا بتجارب الصدمة والتعرض للإيذاء التي تحدث في وقت مبكر من الحياة. فقد تعرضت غالبية النساء المسجونات لنوع ما من الإيذاء، والذي يُعرّف بأنه تجارب صدمة جسدية أو جنسية أو عاطفية. وذكر 78٪ من النساء الجانيات أنهن تعرضن لإيذاء جسدي أو جنسي سابقًا، مقارنة بـ 30٪ فقط من الرجال الجناة.
وعلاوة على ذلك، "تربط الأبحاث بشكل مستمر بين تاريخ العنف والنتائج السلبية على الصحة النفسية، مثل الاكتئاب، وتعاطي المواد، والعنف بين الشركاء، بين النساء المسجونات بمعدلات أعلى من مثيلاتهن في عموم السكان الإناث".
تجعل التجارب المبكرة من التعرض للإيذاء النساء أكثر عرضة للإصابة باضطرابات نفسية معينة، وخاصة اضطراب ما بعد الصدمة، والاكتئاب، واضطراب عسر المزاج.
وفي دراسة أُجريت عام 2017، تبيّن أن 60٪ من النزيلات المشاركات قد تم تشخيصهن بمرض نفسي.
بعد اضطراب ما بعد الصدمة وتعاطي/إدمان المواد، يُعد الاكتئاب ثالث أكثر الاضطرابات النفسية شيوعًا بين النساء المسجونات.
يرتبط كل من الاكتئاب وتعاطي المواد أيضًا بتجارب الإيذاء أو اضطراب ما بعد الصدمة، وهذا الارتباط أقوى لدى النساء مقارنة بالرجال.
وفي الواقع، وِفقًا لمسح التواكب الوطن، فإن النساء أكثر عرضة بمرتين من الرجال للإصابة باضطراب ما بعد الصدمة والاكتئاب المتزامنين.
وترتبط معدلات انتشار الاكتئاب بين النساء المسجونات أيضًا باتجاهات مماثلة في عموم السكان. فقد وجدت إحدى الدراسات أن 54٪ من النساء المسجونات اللواتي تم تشخيصهن باضطراب ما بعد الصدمة مدى الحياة، أفدن بتعرضهن لثلاثة أحداث صادمة أو أكثر.
ومن الأمراض النفسية الشائعة الأخرى، اضطراب الشخصية المعادية للمجتمع. وهو نادر نسبيًا بين النساء في المجتمع غير الجنائي، حيث يُصيب حوالي واحدة من كل 100 امرأة. ولكن من الشائع أن نجد انتشارًا أعلى لهذا الاضطراب بين النساء اللواتي يرتكبن جرائم. وغالبًا ما يحصل هذا الانتشار المتزايد على اهتمام أقل مقارنة بالجناة الذكور الذين يُظهرون معدلات أعلى من هذا الاضطراب.
في حين أن النساء أكثر عرضة من الرجال لمعاناة مشاكل داخلية مثل القلق والاكتئاب، فإن الرجال أكثر احتمالًا في تلقي العلاج لمشاكل خارجية مثل الجنوح، والعدوانية، وتعاطي المواد.
يتزامن هذا الاختلاف مع التباين القائم على النوع الاجتماعي في تجارب الجناة الذين يعانون من أمراض نفسية عند دخولهم نظام العدالة الجنائية.

## التعرض للإيذاء والجنوح الإجرامي
في كل من الذكور والإناث، تزيد احتمالية الاعتقال في سن الأحداث بنسبة 59٪ وفي سن البلوغ بنسبة 28٪ في حال وجود اعتداء جنسي أو جسدي أو إهمال.
ورغم أن علماء الاجتماع لا يشيرون إلى تفسير واحد للعلاقة بين التعرض للإيذاء، والصدمة، والسجن، إلا أن الباحثين وجدوا أن الصدمة غالبًا ما تدفع النساء إلى تعاطي المخدرات والكحول كآلية للتأقلم.
كما يشير علماء الاجتماع إلى أن التعرض للإيذاء في وقت مبكر يزيد من احتمالية استمرار النساء أو تزايد انخراطهن في بيئات ضارة.
ووفقًا لدراسة إثنوغرافية عن النساء الجانيات في بوسطن:
"في الواقع، يُعد الهروب من المنزل – غالبًا للهروب من الإيذاء في أسر يهيمن عليها رجال عنيفون – التهمة في أول اعتقال لنحو ربع الفتيات في نظام العدالة للأحداث… في الشوارع، تكون النساء عرضة للتحرش، والاستغلال، وتعاطي المخدرات، وكلها تجرّهن إلى دائرة الإصلاحيات".
وإلى جانب أعراض الصدمة، تُرتبط مشاكل نفسية أخرى مثل الاكتئاب الشديد، والفصام، والهوس، بأنماط من السلوك العنيف والتشرّد قبل الاعتقال.

## العرق
تكتب مبادرة سياسة السجون: "النساء المسجونات هن بنسبة 53٪ بيض، و29٪ سوداوات، و14٪ من أصول هسبانية، و2.5٪ من السكان الأصليين لأمريكا والاسكا، و0.9٪ آسيويات، و0.4٪ من سكان هاواي الأصليين وجزر المحيط الهادئ".
منذ عقد الألفين، انخفضت معدلات السجن للنساء من أصل أفريقي ومن أصل هسباني، بينما ارتفعت معدلات السجن للنساء البيض. بين عامي 2000 و2017، ارتفعت معدلات السجن للنساء البيض بنسبة 44٪، بينما انخفضت في نفس الفترة بنسبة 55٪ للنساء من أصل أفريقي.
ويفيد مشروع الأحكام القضائية أنه بحلول عام 2021، انخفضت معدلات السجن بنسبة 70٪ للنساء من أصل أفريقي، بينما ارتفعت بنسبة 7٪ للنساء البيض. وفي سنة 2017، أفادت صحيفة واشنطن بوست أن معدل سجن النساء البيض كان ينمو بأسرع وتيرة له على الإطلاق، في حين انخفض معدل سجن النساء السوداوات.
بين عامي 2000 و2009، وبينما انخفضت معدلات السجن للنساء السوداوات والهسبانيات، ارتفعت فعليًا للنساء البيض.
النساء اللواتي ينتهين في السجون لديهن غالبًا خصائص مختلفة مقارنة بالرجال، إذ يواجهن مستويات أعلى من الإساءة، والصدمة، والمشاكل النفسية، والاعتماد على المواد.
وتؤكد هذه الإحصاءات على الحاجة الملحة لبرامج دعم وتدخل شاملة ومصممة لتلبية الاحتياجات الخاصة للنساء المسجونات.
في دراسة أُجريت عام 2013، تم فحص تأثير العرق على فرص التوظيف للنساء المسجونات.
حصلت النساء من أصل هسباني على أفضل النتائج من حيث تلقي اتصال هاتفي من أصحاب العمل المحتملين، في حين حصلت النساء من أصل أفريقي على نتائج معتدلة، وكانت النساء البيض صاحبات أسوأ النتائج، إذ كنّ الأقل احتمالًا لتلقي اتصال من جهة عمل محتملة.
وقد كانت هذه النتائج مختلفة تمامًا عن نتائج الرجال المسجونين؛ حيث كان الرجال البيض هم أصحاب أفضل فرص التوظيف.

## التعاطي
يُعد تعاطي المواد والإدمان أكثر مشاكل الصحة النفسية شيوعًا بين النساء المسجونات، كما يُعد تعاطي المخدرات السبب الأكثر شيوعًا لسجن النساء.
تنخرط العديد من النساء في الجريمة نتيجة تعاطي المخدرات، والذي غالبًا ما يكون ناتجًا عن تاريخ من الإيذاء، أو الصدمة، أو الإهمال.
ولتجاوز هذه التجارب، تلجأ بعض النساء إلى المخدرات أو الكحول، مما يزيد من احتمال دخولهن إلى نظام العدالة الجنائية. وقد يؤدي تعاطي المواد إلى تفاقم المشاكل المالية ويقود إلى التورط في جرائم اقتصادية.
في نهاية عام 2018، كانت نسبة 26٪ من النساء في سجون الولايات تقضي عقوبتها بسبب جرائم تتعلق بالمخدرات. وتُعد هذه النسبة ضعف تلك الخاصة بالرجال في سجون الولايات الذين يُسجنون بسبب قضايا تتعلق بالمخدرات. ويعاني 70٪ من النساء المسجونات من تعاطي أو إدمان على المخدرات، وتُعد النساء المسجونات أكثر عرضة بتسع مرات من عموم السكان لتجربة تعاطي المواد أو الإدمان عليها.
وقد ربط الباحثون الاجتماعيون بين تعاطي المواد وتجارب الصدمة والتعرض للإيذاء. أجرى علماء الاجتماع أبحاثًا موسعة لدعم فرضية "العلاج الذاتي" فيما يتعلق باستخدام النساء للمخدرات وتعاطيهن لها، وذهبوا إلى أن النساء يستخدمن المخدرات كوسيلة للتأقلم مع تجارب الصدمة الجسدية أو الجنسية. وتشير الأبحاث السابقة إلى أن تبعات الاعتداء الجنسي في الطفولة تزيد من احتمال لجوء النساء إلى "العلاج الذاتي" بالكحول والمخدرات.
النساء المسجونات اللواتي لديهن تاريخ في تعاطي المواد أكثر احتمالًا لأن يكنّ قد تعرضن مسبقًا لمشاكل في الصحة النفسية أو تجارب سابقة في نظام العدالة، مقارنة بالنساء المسجونات من دون تاريخ في تعاطي المخدرات.

## في المحاكم
ضمن نظام العدالة في الولايات المتحدة، يُرجح أن تُفسّر الأنشطة الإجرامية للنساء بأنها مشاكل طبية، وذلك بسبب الميل إلى النظر إلى النساء الجانيات على أنهن "مجنونات، لا سيئات".
النساء الجانيات أكثر عرضة من الرجال للخضوع لتقييمات نفسية، حتى عندما لا يُبلّغن عن إصابتهن بأي اضطراب نفسي. وقد لاحظ علماء الاجتماع أن الصور النمطية القائمة على النوع بين الرجال والنساء تسهم في هذا التفاوت في التقييمات النفسية. فبينما يرتبط السلوك الإجرامي والعدواني غالبًا بالرجولة، فإن السمات مثل السلبية والخضوع تُرتبط غالبًا بالأدوار الأنثوية. لذلك، تُعد النساء الجانيات أكثر عرضة لأن يُنظر إلى سلوكهن على أنه انحراف أو خروج عن الأدوار، ويتم تفسيره وتشخيصه وعلاجه نفسيًا.
إن الخضوع لتقييم نفسي يقلل من احتمال إسقاط التهم عن المتهم، ويزيد من احتمال الإدانة، والسجن، وفرض عقوبات أطول. وبسبب الاعتقاد أن النساء اللواتي يرتكبن الجرائم قد انتهكن الأعراف المرتبطة بالنوع الاجتماعي، يرى بعض علماء الاجتماع أن النساء الجانيات قد يتعرضن لعقوبات أشد من الرجال.
ومع ذلك، لا يوجد إجماع بين علماء الاجتماع بشأن وجود اختلافات منهجية في الأحكام، أو المعاملة، أو التساهل بين الرجال والنساء في عموم السكان. فعلى سبيل المثال، بين الأحداث، فإن الذكور أكثر احتمالًا أن يتم اعتقالهم، أو توجيه لوائح اتهام ضدهم، أو إصدار أحكام بحقهم مقارنة بالإناث. أما بين الفتيات الأحداث اللواتي يُحكمن، فتتفاوت الدراسات في ما إذا كانت هؤلاء الفتيات يحصلن على أحكام أخف أو أشد. إذ تشير بعض الدراسات إلى أن النساء يُعاملن بتساهل أكبر من قبل المحاكم. بينما تُظهر دراسات أخرى أن الفتيات الأحداث قد يتلقين أحكامًا أشد من نظرائهن من الذكور.

## أثناء السجن

### انتشار الأمراض النفسية
أظهرت العديد من الدراسات أن معدلات الإصابة بالأمراض النفسية في السجون أعلى من تلك الموجودة في عموم السكان، وأن معدلات الإصابة بالأمراض النفسية في سجون النساء أعلى منها في سجون الرجال.
في عام 1999، قدّرت إحدى التقارير الصادرة عن وزارة العدل أن 16٪ من نزلاء السجون يعانون من شكل من أشكال الاضطرابات النفسية. ومع ذلك، فإن كثيرًا من الأبحاث في هذا المجال "تفتقر إلى التحديد فيما يتعلق بالفئات الفرعية المهمة، مثل الجانيات من النساء". أما الأبحاث التي تناولت الجانيات بوصفهن "فئة فرعية مهمة"، فقد وجدت أنهن يعانين من مشكلات في الصحة النفسية بمعدلات أعلى من نظرائهن من الذكور. وبحسب تقرير صادر عن مكتب إحصاءات العدالة، فإن السجينات أكثر احتمالًا بمقدار الضعف من السجناء الذكور لأن يكنّ لديهن تاريخ مع مشكلات الصحة النفسية.
وفي دراسة أجراها مشروع انتشار الصحة النفسية، والذي استخدم "ثلاث مؤشرات رئيسية للمرض النفسي: تشخيص مرض نفسي خطير، وتاريخ من الرعاية النفسية داخل المستشفيات، واستخدام أدوية نفسية"، وُجد أن الجانيات النساء لديهن "في المتوسط، ضعف معدل ظهور المؤشرات المختلفة مقارنة بالذكور". وقد أظهرت الدراسة (باستخدام عينة موزونة) أن 17.8٪ من الجناة الذكور و35.1٪ من الجانيات النساء لديهن مشكلة نفسية عند دخول السجن. ولم تُعامل هذه الدراسة تعاطي المواد بوصفه اضطرابًا نفسيًا.
وتُبلغ دراسات أخرى عن معدلات أعلى بكثير من الأمراض النفسية بين السجناء. ففي مسح أجراه مكتب إحصاءات العدالة عام 2004، أفاد 55٪ من السجناء الذكور و73٪ من السجينات بأن لديهن مشكلة نفسية. كما أفاد مشروع الأحكام القضائية في أوراقه الموجزة لعام 2007 أن 73.1٪ من النساء في السجون يعانين من مشكلة نفسية. السجينات اللواتي يعانين من اضطرابات متزامنة أكثر عرضة بأربعة أضعاف من غيرهن من السجينات لتلقي عقوبات تأديبية شديدة. ولم يتم العثور على علاقة ذات دلالة إحصائية بين العقوبات الشديدة ووجود اضطراب نفسي فردي أو اضطراب تعاطي مواد. السجينات أكثر احتمالًا من السجناء الذكور لتلقي تشخيصات مثل: الاكتئاب الحاد، واضطرابات تعاطي المواد، والإعاقات النمائية، واضطراب ثنائي القطب، واضطراب ما بعد الصدمة، واضطرابات الأكل، والفصام، والخلل الجنسي النفسي، واضطراب الشخصية المعادية للمجتمع.

## العلاج والخدمات النفسية
بالنسبة للعديد من الجناة، يوفر السجن فرصة نادرة للحصول على خدمات الصحة النفسية التي قد لا تكون متاحة لهم في مجتمعاتهم. وعلى الرغم من تزايد عدد السجناء في الولايات المتحدة وانتشار مشاكل الصحة النفسية، "فإن الخدمات النفسية داخل السجون لم تتوسع بما يكفي لتلبية احتياجات العلاج. بل في الواقع، بين عامي 1988 و2000، تراجعت خدمات الصحة النفسية في السجون، وتلك الخدمات المتوفرة تتركز فقط في المرافق الأكثر أمنًا".
وأظهرت إحدى الدراسات أن 41٪ من السجينات أفدن باستخدام خدمات الصحة النفسية أثناء فترة السجن، في حين أن 73٪ منهن أفدن بأن لديهن مشاكل نفسية. وبحسب مكتب إحصاءات العدالة، "توفر جميع السجون الفدرالية ومعظم سجون الولايات وإدارات السجون المحلية، كسياسة، خدمات الصحة النفسية للنزلاء، بما في ذلك فحصهم عند الدخول للكشف عن مشاكل الصحة النفسية، وتوفير العلاج أو الإرشاد من قبل مختصين نفسيين مدربين، وتوزيع الأدوية النفسية".
ويشير الباحثون المشاركون في مشروع انتشار الصحة النفسية إلى أن "الالتزامات القانونية والاعتبارات الإنسانية تتطلب وحدها توفير هذه الخدمات. بالإضافة إلى ذلك، فإن الإدارة الفعّالة والآمنة والمنظمة للمرافق الإصلاحية تتطلب تلبية هذه الاحتياجات". وعلى الرغم من توصيات علماء الاجتماع بالعلاج القائم على الصدمة للجناة، لا تزال هذه الخدمات غير كافية. وقد أشار الباحثون أيضًا إلى وجود "دعم تجريبي قوي للعلاجات المخصصة حسب النوع، والمركزة على الصدمة".
وفي إحدى الدراسات، قدم الباحثون 25 جلسة علاج جماعي لسجينات لديهن مشاكل نفسية. وتبين أن الجلسات كانت "ناجحة في تقليل أعراض اضطراب ما بعد الصدمة واضطراب تعاطي المواد بشكل ملحوظ، حيث إن حوالي 50٪ من المشاركات لم يعدن يستوفين معايير التشخيص، و65٪ أبلغن عن عدم تعاطي أي مواد خلال المتابعة بعد 3 أشهر". وقد يكون من أسباب النقص في العلاج المخصص حسب النوع في سجون النساء، رغم فاعليته المثبتة، هو صعوبة إنشاء مثل هذه البرامج، بما في ذلك الحواجز القانونية واللوجستية.
وقد وُجد أن السجينات يتلقين أدوية نفسية بمعدلات أعلى من نظرائهن الذكور. كما أن النساء يُعاملن بطريقة مختلفة عن الرجال في السجون فيما يتعلق بالأمراض النفسية. تشير الدراسات إلى أن "سلوك السجينات أكثر عرضة لأن يُنظر إليه على أنه سلوك نفسي من قِبل موظفي السجون مقارنة بسلوك الذكور". وأظهرت إحدى الدراسات أن "التنافر في الأدوار" يؤثر في طريقة معاملة السجينات والسجناء.
فبحسب الدراسة، "السجينات اللواتي ارتكبن أعمال عنف ضد الآخرين و/أو الممتلكات، أو أظهرن سلوكًا عدوانيًا أو مضطربًا، كن أكثر احتمالًا من الرجال الذين أظهروا سلوكًا مشابهًا لأن يتم وضعهن في وحدات الصحة النفسية". وعلاوة على ذلك، وجد الباحثون أن الرجال الذين أظهروا "اضطرابات نفسية أنثوية (مثل الاكتئاب)" كانوا أكثر احتمالًا للحصول على رعاية نفسية مقارنة بالنساء اللواتي أظهرن نفس الاضطرابات.
وتقترح الدراسة أن المعاملة المختلفة للسجناء والسجينات قد تعتمد على مدى التزامهم بالمعايير الجنسانية، وأن الخروج عن هذه المعايير يُعامل على أنه اضطراب نفسي. كما تختلف البرامج العلاجية أو التأهيلية في السجون بين الرجال والنساء، إذ توفر سجون الرجال وصولًا أكبر إلى برامج إدارة الغضب، بينما توفر سجون النساء برامج أكثر تركيزًا على معالجة الصدمات أو الفقدان.

## الصحة النفسية للنساء الحوامل في السجن
تناولت دراسة نُشرت في تشرين الثاني عام 2014 تأثير التوتر الناتج عن السجن على النساء الحوامل في المرافق الإصلاحية. وأكدت هذه الدراسة على الخطر المتزايد للمشاكل النفسية والنتائج السلبية على صحة الأم والجنين. كما تطرقت الدراسة إلى التحديات الفريدة التي تواجه النساء الحوامل في المرافق الإصلاحية، مع التركيز على تأثير التوتر الناتج عن السجن على صحتهن النفسية.
ركزت هذه الدراسة على النساء الحوامل في نظام السجون الأميركي. ووجدت أن العديد منهن يدخن، ويشربن الكحول، ويستخدمن المخدرات. وعلى الرغم من أن نحو 60٪ من النساء الحوامل في السجون الأميركية لديهن تاريخ في تعاطي المخدرات، إلا أن أقل من نصف الأنظمة الإصلاحية في الولايات المتحدة تستخدم برامج مصممة خصيصًا لهؤلاء النساء.
في ولاية نورث كارولاينا، استخدمت 36٪ من السجينات المخدرات غير القانونية، وكان الكوكايين هو المادة الأكثر انتشارًا. وأفادت دراسة أخرى أن تسع نساء من كل عشر نساء مسجونات يعانين من مشاكل تعاطي المواد، مقارنة بالنساء الحوامل غير المسجونات. النساء في السجن لديهن معدلات أعلى من استخدام الكوكايين، والهيروين، والميثامفيتامين، وتعاطي عدة أنواع من المخدرات في آنٍ واحد.
كان استخدام التبغ شائعًا بين النساء الحوامل في السجن، حيث تجاوزت معدلات الانتشار 50٪ في معظم الدراسات، وأحيانًا تجاوزت 75٪. كما أن التدخين كان أكثر شيوعًا بين النساء الحوامل المسجونات مقارنة بأولئك غير المسجونات. النساء اللواتي لديهن تاريخ من السجن السابق كنّ أكثر احتمالًا للإبلاغ عن شرب الكحول خلال فترة الحمل.
وبينما وجدت إحدى الدراسات أن حوالي 15٪ من النساء الحوامل المسجونات شربن الكحول أثناء الحمل، أفادت دراسة أخرى عن انتشار أعلى بلغ 62٪. كما تعاني هؤلاء النساء غالبًا من إساءة المعاملة ومشاكل نفسية. فكونهن حوامل وفي السجن يجعلهن أكثر عرضة للإصابة بمشاكل نفسية وتعاطي المخدرات. وقد تسوء حالتهن وحالة أطفالهن بسبب ظروف السجن ونقص الرعاية الطبية الجيدة.
تشير التوصيات إلى ضرورة تقديم رعاية أفضل للنساء الحوامل في السجن وتقييم بدائل للعقوبة التقليدية لأولئك المرتكبات لمخالفات بسيطة. وقد يؤدي ذلك إلى نتائج أفضل على صعيد الصحة النفسية والحمل.

## بعد السجن
في كثير من الحالات، يُجبر الأفراد في السجن على التكيف اجتماعيًا ونفسيًا، مما يجعل من الصعب إعادة الاندماج في الحياة اليومية خارج السجن وتطوير علاقات صحية.
علاوة على ذلك، ونظرًا لانتشار الأمراض المزمنة داخل السجون، فإن الجناة العائدين إلى المجتمعات ذات الدخل المنخفض قد يساهمون دون قصد في تفاقم التفاوتات الصحية في تلك المناطق.
إن حرمان الأفراد المسجونين من حقوقهم الإنسانية والمدنية أثناء محاولتهم إعادة الاندماج في المجتمع يمكن أن يؤثر بشكل كبير على صحتهم النفسية. وتتراوح الصعوبات التي تواجه النساء عند الإفراج عنهن من "إيجاد سكن، والحصول على وظيفة، وكسب ما يكفي من المال لإعالة أنفسهن، وإعادة التواصل مع الأطفال والعائلة". وقد يؤدي الفشل في إيجاد عمل ومنزل مستقر إلى عودة النساء إلى ارتكاب الجرائم والعودة إلى السجن.
إن معدلات العَوْد إلى الإجرام بين السجناء مرتفعة جدًا إلى درجة أنها وُصفت بـ"ظاهرة الباب الدوّار". وقد وجدت الدراسات أنه من بين النساء اللواتي أُفرج عنهن من السجن في عام 1994، "58٪ تم اعتقالهن" خلال ثلاث سنوات ونصف من الإفراج، و"39٪ عدن إلى السجن". ووجدت دراسة أُجريت عام 2011 من قِبل مركز بيو للولايات معدلات مماثلة للعَود.
وغالبًا ما تتفاقم صعوبات الإفراج وإعادة الإدماج التي تواجه السجينات بسبب تحديات الصحة النفسية. تستمر معدلات المشاكل النفسية المرتفعة بين الجانيات حتى بعد السجن وخلال مرحلة إعادة الإدماج. بالنسبة للنساء اللواتي تعرضن للصدمات وسوء المعاملة، قد تؤدي التحديات الإضافية في محاولة العودة إلى المجتمع إلى إعادة إحياء الصدمات، مما يؤدي إلى ظهور أعراض اضطراب ما بعد الصدمة، والاكتئاب، والقلق.
وفي دراسة نُشرت عام 2010 بعنوان التخطيط لإعادة الإدماج للجناة ذوي الاضطرابات النفسية: السياسة والممارسة، تبين أنه "من بين 357 امرأة أُفرج عنهن من السجن في ست ولايات، أبلغت 44٪ منهن أنهن شُخّصن باضطراب ثنائي القطب، أو اكتئاب، أو اضطراب وسواس قهري، أو اضطراب ما بعد الصدمة، أو فوبيا، أو فصام". وأفادت الأغلبية، 56٪، من هؤلاء النساء أنهن بحاجة حاليًا إلى علاج.
ومع ذلك، تشير الدراسات إلى أن علاج الصحة النفسية وتعاطي المواد غير متاح بسهولة للنساء العائدات إلى مجتمعاتهن من السجن. وعلاوة على ذلك، تواجه العديد من النساء عند الإفراج صعوبة في الاستمرار في تناول الأدوية التي كنّ يحصلن عليها داخل السجن. وقد تعيق هذه المشاكل النفسية الجناة أثناء محاولتهن إيجاد وظيفة وسكن.
وقد تكون مشكلاتهن الصحية شديدة لدرجة تمنعهن من العمل، كما يواجهن عبءًا إضافيًا يتمثل في إدارة مشاكلهن الصحية، وتزيد الأمراض النفسية من احتمال الانخراط في "سلوك غير لائق يستدعي تدخلًا من جهات إنفاذ القانون". يمكن للتمييز المستمر والتهميش أن يؤثرا على قيمة الذات والثقة بالنفس، مما يعزز مشاعر العار والعجز. تقل احتمالية العودة إلى الجريمة للفرد إذا حدث تغيير جوهري في حالته النفسية أثناء فترة السجن.